# Станови
Станови су насељено мјесто у граду Добој, Република Српска, БиХ. Према прелиминарним подацима пописа становништва 2013. године, у насељу је живјело 763 становника.

## Становништво
| Демографија | Демографија | Демографија |
| Година      | Становника  | Становника  |
| ----------- | ----------- | ----------- |
| 1961.       | 1.081       |             |
| 1971.       | 1.106       |             |
| 1981.       | 1.081       |             |
| 1991.       | 1.068       |             |
| 2013.       | 763         |             |